# Trà Mai
Trà Mai là một xã thuộc huyện Nam Trà My, tỉnh Quảng Nam, Việt Nam.

## Địa lý
Xã Trà Mai nằm ở phía đông bắc huyện Nam Trà My, có vị trí địa lý:
- Phía đông giáp huyện Bắc Trà My và xã Trà Vân
- Phía tây giáp các xã Trà Tập, Trà Cang
- Phía nam giáp xã Trà Don
- Phía bắc giáp huyện Bắc Trà My và xã Trà Dơn.

Xã Trà Mai có diện tích 102,51 km², dân số năm 2019 là 5.288 người, mật độ dân số đạt 52 người/km².

## Hành chính
Xã được chia thành 4 thôn.

## Lịch sử
Trà Mai là xã của huyện Trà My cũ.
Ngày 20 tháng 6 năm 2003, Chính phủ ban hành nghị định số 72/2003/NĐ-CP, chia tách huyện Trà My của tỉnh Quảng Nam thành hai huyện Bắc Trà My và Nam Trà My. Theo đó, xã Trà Mai thuộc huyện Nam Trà My.